# 色井麻知子
色井 麻知子（いろい まちこ）は、兵庫県出身の日本の漫画家である。代表作に「私の恋はチョコレート」がある。

## 来歴
ちゃおデラックス2011年春の特大増刊号に掲載された「ウルトラ☆うるわしラヴァー」でデビュー。その後、ちゃお、ちゃおデラックスで執筆する。

## 人物
誕生日は2月12日、血液型はO型である。